# استاد كوستي
استاد كوستي هو استاد يقع في مدينة كوستي في السودان , و حاليًا يستخدم في مباريات فريق الرابطة الرياضي.
و يتسع الملعب لحوالي 3,000 متفرج.